# Chris Tamer
Christopher Thomas "Chris" Tamer, född 17 november 1970, är en amerikansk före detta professionell ishockeyback som tillbringade elva säsonger i den nordamerikanska ishockeyligan National Hockey League (NHL), där han spelade för Pittsburgh Penguins, New York Rangers och Atlanta Thrashers. Tamer producerade 85 poäng (21 mål och 64 assists) samt drog på sig 1 183 utvisningsminuter på 644 grundspelsmatcher.
Han spelade även för Chicago Wolves i American Hockey League (AHL); Cleveland Lumberjacks i International Hockey League (IHL); Michigan Wolverines i National Collegiate Athletic Association (NCAA) samt Redford Royals i North American Hockey League (NAHL).
Tamer draftades av Pittsburgh Penguins i fjärde rundan 1990 års draft som 68:e totalt.
Efter den aktiva spelarkarriären har Tamer varit assisterande tränare för det amerikanska damishockeylandslaget när de deltog vid 2016 och 2017 års världsmästerskap, där USA bärgade guldmedalj vid båda mästerskapen.

## Statistik
| Källa: Utv = Utvisningsminuter | Källa: Utv = Utvisningsminuter                                                                                | Källa: Utv = Utvisningsminuter                                                                                | | Grundserie | Grundserie | Grundserie | Grundserie | Grundserie | | Slutspel | Slutspel | Slutspel | Slutspel | Slutspel |
| Säsong                         | Lag | Liga | Matcher | Mål | Assist | Poäng | Utv | Matcher | Mål | Assist | Poäng | Utv | | |
| ------------------------------ | --- | --- | --- | --- | --- | --- | --- | --- | --- | --- | --- | --- | --- | --- |
| 1987–1988                      | Redford Royals                                                                                                | NAHL | 40 | 10 | 20 | 30 | 217 | — | — | — | — | — | | |
| 1988–1989                      | Redford Royals                                                                                                | NAHL | 31 | 6 | 13 | 19 | 79 | — | — | — | — | — | | |
| 1989–1990                      | Michigan Wolverines                                                                                           | NCAA | 42 | 2 | 7 | 9 | 147 | — | — | — | — | — | | |
| 1990–1991                      | Michigan Wolverines                                                                                           | NCAA | 45 | 8 | 19 | 27 | 130 | — | — | — | — | — | | |
| 1991–1992                      | Michigan Wolverines                                                                                           | NCAA | 43 | 4 | 15 | 19 | 125 | — | — | — | — | — | | |
| 1992–1993                      | Michigan Wolverines                                                                                           | NCAA | 39 | 5 | 18 | 23 | 113 | — | — | — | — | — | | |
| 1993–1994                      | Pittsburgh Penguins                                                                                           | NHL | 12 | 0 | 0 | 0 | 9 | 5 | 0 | 0 | 0 | 2 | | |
|                                | Cleveland Lumberjacks                                                                                         | IHL | 53 | 1 | 2 | 3 | 160 | — | — | — | — | — | | |
| 1994–1995                      | Pittsburgh Penguins                                                                                           | NHL | 36 | 2 | 0 | 2 | 82 | 4 | 0 | 0 | 0 | 18 | | |
|                                | Cleveland Lumberjacks                                                                                         | IHL | 48 | 4 | 10 | 14 | 204 | — | — | — | — | — | | |
| 1995–1996                      | Pittsburgh Penguins                                                                                           | NHL | 70 | 4 | 10 | 14 | 153 | 18 | 0 | 7 | 7 | 24 | | |
| 1996–1997                      | Pittsburgh Penguins                                                                                           | NHL | 45 | 2 | 4 | 6 | 131 | 4 | 0 | 0 | 0 | 4 | | |
| 1997–1998                      | Pittsburgh Penguins                                                                                           | NHL | 79 | 0 | 7 | 7 | 181 | 6 | 0 | 1 | 1 | 4 | | |
| 1998–1999                      | Pittsburgh Penguins                                                                                           | NHL | 11 | 0 | 0 | 0 | 32 | — | — | — | — | — | | |
|                                | New York Rangers                                                                                              | NHL | 52 | 1 | 5 | 6 | 92 | — | — | — | — | — | | |
| 1999–2000                      | Atlanta Thrashers                                                                                             | NHL | 69 | 2 | 8 | 10 | 91 | — | — | — | — | — | | |
| 2000–2001                      | Atlanta Thrashers                                                                                             | NHL | 82 | 4 | 13 | 17 | 128 | — | — | — | — | — | | |
| 2001–2002                      | Atlanta Thrashers                                                                                             | NHL | 78 | 3 | 3 | 6 | 111 | — | — | — | — | — | | |
| 2002–2003                      | Atlanta Thrashers                                                                                             | NHL | 72 | 1 | 9 | 10 | 118 | — | — | — | — | — | | |
| 2003–2004                      | Atlanta Thrashers                                                                                             | NHL | 38 | 2 | 5 | 7 | 55 | — | — | — | — | — | | |
| 2004–2005                      | Spelade ej på grund av lockout mellan National Hockey League och National Hockey League Players' Association. | Spelade ej på grund av lockout mellan National Hockey League och National Hockey League Players' Association. | Spelade ej på grund av lockout mellan National Hockey League och National Hockey League Players' Association. | Spelade ej på grund av lockout mellan National Hockey League och National Hockey League Players' Association. | Spelade ej på grund av lockout mellan National Hockey League och National Hockey League Players' Association. | Spelade ej på grund av lockout mellan National Hockey League och National Hockey League Players' Association. | Spelade ej på grund av lockout mellan National Hockey League och National Hockey League Players' Association. | Spelade ej på grund av lockout mellan National Hockey League och National Hockey League Players' Association. | Spelade ej på grund av lockout mellan National Hockey League och National Hockey League Players' Association. | Spelade ej på grund av lockout mellan National Hockey League och National Hockey League Players' Association. | Spelade ej på grund av lockout mellan National Hockey League och National Hockey League Players' Association. | Spelade ej på grund av lockout mellan National Hockey League och National Hockey League Players' Association. | Spelade ej på grund av lockout mellan National Hockey League och National Hockey League Players' Association. | Spelade ej på grund av lockout mellan National Hockey League och National Hockey League Players' Association. |
| 2005–2006                      | Chicago Wolves                                                                                                | AHL | 14 | 0 | 3 | 3 | 16 | — | — | — | — | — | | |
| NHL totalt                     | NHL totalt | NHL totalt | 644 | 21 | 64 | 85 | 1183 | 37 | 0 | 8 | 8 | 52 | | |
| IHL totalt                     | IHL totalt | IHL totalt | 101 | 5 | 12 | 17 | 364 | — | — | — | — | — | | |
| NCAA totalt                    | NCAA totalt                                                                                                   | NCAA totalt                                                                                                   | 169 | 19 | 59 | 78 | 515 | — | — | — | — | — | | |
| NAHL totalt                    | NAHL totalt                                                                                                   | NAHL totalt                                                                                                   | 71 | 16 | 33 | 49 | 296 | — | — | — | — | — | | |

### Internationellt
| Källa:        | Källa:        | Källa:        |         | Utv = Utvisningsminuter | Utv = Utvisningsminuter | Utv = Utvisningsminuter | Utv = Utvisningsminuter | Utv = Utvisningsminuter |
| År            | Lag           | Mästerskap    | Matcher | Mål                     | Assist                  | Poäng                   | Utv                     |                         |
| ------------- | ------------- | ------------- | ------- | ----------------------- | ----------------------- | ----------------------- | ----------------------- | ----------------------- |
| 1999          | USA           | VM            | 6       | 1                       | 0                       | 1                       | 8                       |                         |
| 2002          | USA           | VM            | 7       | 0                       | 1                       | 1                       | 2                       |                         |
| Senior totalt | Senior totalt | Senior totalt | 13      | 1                       | 1                       | 2                       | 10                      |                         |